# Mestečko (district de Púchov)
Pour les articles homonymes, voir Mestečko.
Mestečko (en hongrois : Lednickisfalu) est une commune du district de Púchov, dans la région de Trenčín, en Slovaquie.

## Histoire
La première mention écrite du village date de 1471.

## Démographie

### Évolution de la population
| Année:               | 1994. | 2004.   | 2014.   | 2024.   |
| -------------------- | ----- | ------- | ------- | ------- |
| Nombre de personnes: | 520   | 506     | 527     | 488     |
| Différence:          |       | -2,69 % | +4,15 % | -7,40 % |

| Année:               | 2023. | 2024.   |
| -------------------- | ----- | ------- |
| Nombre de personnes: | 494   | 488     |
| Différence:          |       | -1,21 % |